# Bangoi Mafsankoa
Bangoi Mafsankoa (parfois Mafsankowa) est un village situé au Nord de la Grande Comore à 1,5 km de Mitsamiouli et à 35 km de Moroni, capitale de l'union des Comores, d'une population de 1014 habitants.

## Géographie
Le village est situé à 300 m d'altitude entre la ville de Mitsamiouli et le village de Memboidjou avec une superficie d'environ 4,80 km2.
Il est entouré par des champs de cultures tropicales notamment des manguiers, des cocotiers et des bananiers. 
À l'ouest du village, on trouve une zone très riche en plantes à parfums notamment l'ylang-ylang et le jasmin qui appartenait à une famille d'anciens colons mais que le village a réussi à exproprier à la suite d'un long procès.
Les principaux quartiers sont : Mina, Daradjani, Mra Mboini, Mpurera.

## Histoire
L'histoire du village est étroitement liée à celle de l'île de la Grande Comore. 
En effet, dès l'arrivée des Chiraziens aux Comores au XIIIe siècle ces derniers ont introduit aux Comores le Sultanat, une sorte de royauté qui a duré jusqu'au début du XXe siècle. Ainsi, dans chaque région de l'île il y avait une lignée royale qui dominait les autres. Les principales sont : la "Higna Mdombozi" - laquelle dominait le Sud de l'île, notamment la région de Mbadjini et Domba. Ensuite, il y a la lignée "Higna Fwambaya" qui dominait plutôt dans les régions d'Itsandra, Wachili et Hamahamet et la lignée "Higna Matswa Pirusa" qui régnait dans les régions de Bambao, Mitsamiouli et Mboikou.
Cette lignée "Higna Matswa Pirusa" était représentée dans la région de Mitsamiouli par le Roi Hassani Djoumbé Fumu (Roi du Palais Dooni Mirereni). C'est lui qui a fondé le village de Bangoi Mafsankoa.

### L'origine du nom "Mafsankowa"
L'origine de ce nom qui fait parfois rire ceux qui comprennent le comorien est sujet à controverse. Le mot Mafsankoa dériverait du terme Mafwankoa, en français "coquille d'escargot". D'après la légende, le terme apparaîtrait au XIXe siècle, lors des conflits opposant les différents sultans de l'île (les sultans batailleurs). Ce serait le sultan Hassani Djoumbe Fumu l'inventeur du terme. Il n' y a aucune preuve écrite sur ce sujet, mais selon les transmissions, le sultan aurait découvert un jour en arrivant dans son champ un envahissement des cultures par des escargots. Il aurait ainsi baptisé le champ : Bangwe Mafwankooi c'est-à-dire le foyer des escargots.

## Éducation
Comme partout aux Comores, le village connaît deux systèmes éducatifs parallèles : une éducation laïque et civique dispensée par l’école et une éducation religieuse, coranique dispensée dans les « Madrassa » 
Ce petit village a connu au début du siècle dernier une phase très religieuse et "soufi" marquée par deux Tarîqa : Le Tarîqa Chadhuliy et Tarîqa Qadiriy. 
Le village compte également plusieurs « Madrassa » . Ces écoles coraniques ont pour mission d’apprendre aux enfants à lire l’arabe et le coran dès l’âge de 3 ans. Elles jouent un rôle important dans la société dans la mesure où elles viennent compléter les valeurs familiales en inculquant à l’enfant les valeurs religieuses largement partagées par la société.
Quant à l’éducation nationale, elle est dispensée par l’école républicaine. Elle est gratuite, laïque et civique et se fait en français.
Comme beaucoup de villages comoriens, Bangoi n’a bénéficié que tardivement d’une école. Le premier habitant du village à fréquenter « l’école des blancs » fut l’ancien Imam, Mr Ibouroi Abdou, en 1968. Il devient premier "bangoinien" fonctionnaire, en occupant plusieurs postes dont celui de directeur du Trésor public.
Aujourd’hui le village compte une école primaire publique, un collège privé et un lycée scientifique. Il accueille beaucoup de lycéens et collégiens venus des différentes régions de l'île et de différentes îles de l'archipel pour les études.

## Politique
Bangoi Mafsankoa est surtout connu dans l'île pour sa représentation en politique.
Il compte plusieurs professeurs et hommes politiques.
Parmi les personnalités les plus connues, il y a  Monsieur M'madi Ali. Proche de l'ancien président de l'union des Comores, Ahmed Abdallah Mohamed Sambi, il a été ministre des affaires islamiques chargé des droits de l'homme et de la communication de l'union des Comores. Du 23 décembre 2011 à octobre 2012, il a été le directeur de cabinet chargé de la Défense de l'ancien président de l'union des Comores,  Ikililou Dhoinine. 
L'autre personnalité, un ancien président de l'Assemblée de l'île de Ngazidja, Monsieur Soudjay Hamadi. Enfin, il y a entre autres, Mdjomba Moussa, ancien conseiller du président Azali Assoumani, Ibouroi Abdou, premier fonctionnaire du village, ancien directeur du Trésor public et Choukrane Mouigni, chef du Département Passation des marchés à Comores Telecom.